# 가와카미촌 (나라현)
가와카미촌(일본어: 川上村)은 일본 나라현 동남부 요시노군의 촌이다.

## 지리
오다니가하라산 북측에 있다. 요시노강(기노강)의 수원지가 있어 오사코댐, 오타키댐이 만들어졌다.

## 역사
- 1889년 4월 1일 - 정촌제 시행과 함께 가와카미촌이 성립했다.

## 교통

### 도로
- 국도 제169호선